# 프레더릭 딜리어스

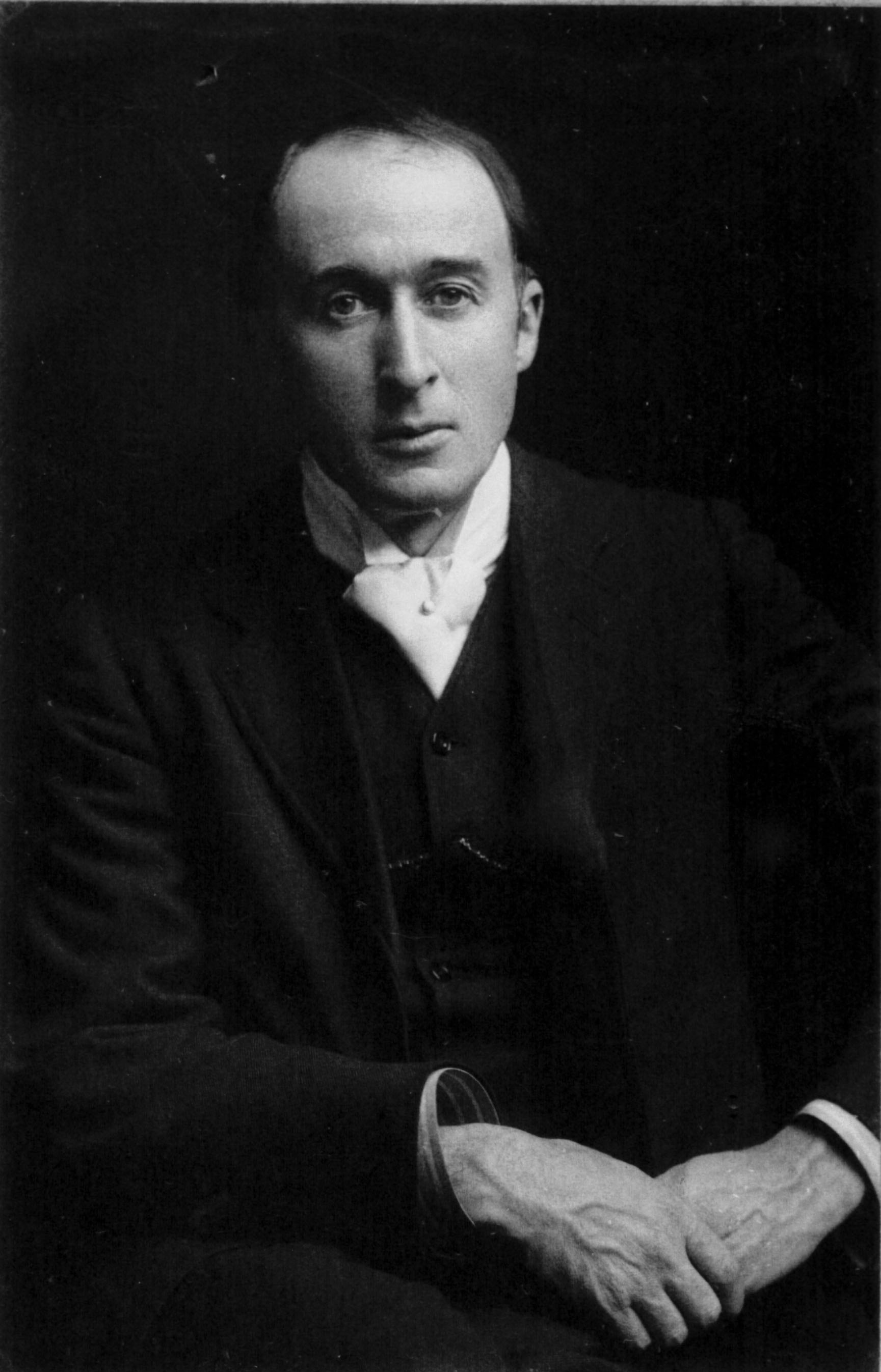

프레더릭 딜리어스(Frederick Theodore Albert Delius, CH, 1862년 1월 29일 ~ 1934년 6월 10일)는 영국의 작곡가이다.

## 일대기
딜리어스는 런던 북부 브래드퍼드에서 태어났지만 그의 양친은 독일인이었다. 딜리어스의 집안은 음악을 좋아했고 아버지 율리우스는 아들이 집안에 내려오는 양모와 직물 사업에 종사하기를 원했다. 딜리어스는 아버지의 일을 도왔지만 적성에 맞지 않았고, 아버지를 설득해 플로리다주의 오렌지 과수원의 관리자로 일하겠다는 이유를 대어 미국으로 건너갔다. 그곳에서도 딜리어스는 음악이론을 배우며 작곡하기를 계속했고, 결국 사업을 그만둘 수 있었다.
딜리어스는 1886년부터 라이프치히 콘서바토리에서 2년간 작곡을 공부했고 1888년 이후에는 루앙에서 창작에 전념했다.
1918년 이후 그는 매독 증상에 시달렸는데, 매독은 오랜 기간에 걸쳐 시력에 영향을 미쳤고 점점 신체 마비를 오게 하여 후년에는 휠체어를 써야 하게 되었다.
그는 1928년 자신에게 팬레터를 썼던 에릭 펜비(Eric Fenby)를 비서로 고용했고, 딜리어스 최후의 몇 년 간의 작품은 펜비가 대필했다. 펜비는 나중에 딜리어스와의 작업 경험에 대해 책을 쓰기도 했는데, 이 책에 기초한 켄 러셀 감독의 TV용 영화 《Song of Summer》(1968)에서는 맥스 에이드리언(Max Adrian)이 딜리어스 역으로, 크리스토퍼 게이블(Christopher Gable)이 에릭 펜비 역으로 출연했다.

## 작품
그의 잘 알려진 몇몇 곡을 꼽으면 다음과 같다:
- 봄의 첫 뻐꾸기 소리를 들으며 (On Hearing the First Cuckoo in Spring)
- Brigg Fair
- A Village Romeo and Juliet
- A Mass of Life
- 레퀴엠 (Requiem)
- Koanga

덜 자주 연주되는 작품 중에는 바이올린 협주곡, 바이올린과 첼로를 위한 이중 헙주곡, 그리고 색채감 넘치고 회화적인 교향시 〈파리: 위대한 도시에 대한 노래〉 등이 있다.
그의 오페라에서 추린 관현악 발췌곡, 가령 《Koanga》— 1880년대에 쓴 플로리다 모음곡에서 유래한 곡 —에서 발췌한 〈La Calinda〉나 《A Village Romeo and Juliet》에서 발췌한 〈The Walk through the Paradise Garden〉은 어느 정도 자주 연주되고 녹음되기도 하며, 〈봄의 첫 뻐꾸기 소리를 들으며〉와 같은 작품도 그러하다. 실내악곡도 다수 남겼는데, 성숙한 세 개의 바이올린 소나타와 한 개의 첼로 소나타, 그리고 현악 사중주 등이 있다.

## 서훈
- 1929년 컴패니언 오브 아너(Order of the Companions of Honour, CH)[1]

## 참고 문헌

### 참고 자료
- 편집부, 《최신 명곡해설》, 세광아트, 1992, ISBN 89-03-22101-X

### 주해
1. ↑  영국에서 태어났지만 부모가 독일인이었으며, 생애 대부분을 미국과 프랑스 등지에서 보냈다.